# Unione Sportiva Palermo 1987-1988
Questa voce raccoglie le informazioni riguardanti l'Unione Sportiva Palermo nelle competizioni ufficiali della stagione 1987-1988.

## Stagione
Inizia una nuova era per il Palermo, rinato il 7 gennaio 1987 a seguito del suo terzo fallimento della storia, per inadempienze finanziarie, avvenuto il 18 settembre 1986 (dopo quelli del 1926 e 1940). Per festeggiare il ritorno del Palermo alla "Favorita", il 19 agosto 1987 venne giocata un'amichevole contro l'Atlético Mineiro (1-2): gli spettatori furono più di 40.000, in uno stadio che poteva contenerne all'incirca non più di trentamila. Ripartito dalla Serie C2 dopo non aver partecipato a nessun campionato la stagione precedente, il Palermo ottiene subito una promozione nella serie superiore, concludendo al primo posto in classifica con il maggior numero di vittorie (19), il minor numero di sconfitte (4) e il maggior numero di gol fatti (57). La prima giornata del medesimo torneo fu disputata il 20 settembre 1987, quando i rosanero sconfissero in trasferta per 2-1 il Valdiano 85. La prima sconfitta arriva alla terza giornata, in trasferta contro il Kroton, dopo la vittoria contro la Pro Cisterna alla seconda giornata. Per festeggiare il salto di categoria in Serie C1, il 19 maggio 1988 venne organizzata un'amichevole contro il blasonato Ajax, club che un mese prima era stato finalista in Coppa delle Coppe: la partita fu vinta dal Palermo per 4-0, con tripletta di Maurizio D'Este e gol di Giampiero Pocetta. La squadra disputò anche la Coppa Italia di Serie C perdendo nella sua prima finale contro il Monza (società calcistica militante in Serie C1 e poi promossa in Serie B), dopo la doppia sfida terminata con un pareggio di 0-0 (a reti bianche) all'andata a Palermo e una sconfitta per 2-1 al ritorno a Monza. Lo stadio venne dichiarato inagibile per l'intera annata, a causa dei lavori di ristrutturazione in vista del Campionato mondiale di calcio 1990: erano agibili solo la Tribuna e la Curva Sud.

## Organigramma societario[6]
- Presidente: Salvino Lagumina
- Direttore sportivo: Franco Peccenini
- Segretario Generale: Silvio Palazzotto
- Allenatore: Giuseppe Caramanno

## Rosa
| N. |                   | Ruolo | Calciatore          |
| -- | ----------------- | ----- | ------------------- |
|    | Italia (bandiera) | P     | Giuseppe Lorusso    |
|    | Italia (bandiera) | P     | Pietro Pappalardo   |
|    | Italia (bandiera) | D     | Massimo Bigotto     |
|    | Italia (bandiera) | D     | Giorgio Carrera     |
|    | Italia (bandiera) | D     | Angelo Cracchiolo   |
|    | Italia (bandiera) | D     | Pietro De Sensi     |
|    | Italia (bandiera) | D     | Daniele Marsan      |
|    | Italia (bandiera) | C     | Antonio Carucci     |
|    | Italia (bandiera) | C     | Domenico Di Carlo   |
|    | Italia (bandiera) | C     | Rocco Massimo Macrì |

| N. |                   | Ruolo | Calciatore        |
| -- | ----------------- | ----- | ----------------- |
|    | Italia (bandiera) | C     | Antonio Manicone  |
|    | Italia (bandiera) | C     | Giampiero Pocetta |
|    | Italia (bandiera) | C     | Adolfo Restuccia  |
|    | Italia (bandiera) | C     | Francesco Sampino |
|    | Italia (bandiera) | C     | Mariano Marchetti |
|    | Italia (bandiera) | A     | Claudio Casale    |
|    | Italia (bandiera) | A     | Maurizio D'Este   |
|    | Italia (bandiera) | A     | Santino Nuccio    |
|    | Italia (bandiera) | A     | Sossio Perfetto   |

## Risultati

### Serie C2

#### Girone di andata
| 20 settembre 1987 1ª giornata | Valdiano 85 | 1 – 2 | Palermo |  |

| 27 settembre 1987 2ª giornata | Palermo | 3 – 0 | Pro Cisterna |  |

| 4 ottobre 1987 3ª giornata | Kroton | 4 – 2 | Palermo |  |

| 11 ottobre 1987 4ª giornata | Palermo | 2 – 0 | Turris |  |

| 18 ottobre 1987 5ª giornata | Benevento | 0 – 6 | Palermo |  |

| 25 ottobre 1987 6ª giornata | Palermo | 2 – 0 | Cavese |  |

| 1º novembre 1987 7ª giornata | Palermo | 1 – 0 | Atletico Catania |  |

| 8 novembre 1987 8ª giornata | Trapani | 0 – 0 | Palermo |  |

| 15 novembre 1987 9ª giornata | Palermo | 1 – 0 | Juventus Stabia |  |

| 22 novembre 1987 10ª giornata | Siracusa | 0 – 1 | Palermo |  |

| 29 novembre 1987 11ª giornata | Palermo | 1 – 0 | Sorrento |  |

| 6 dicembre 1987 12ª giornata | Palermo | 3 – 0 | Latina |  |

| 13 dicembre 1987 13ª giornata | Vigor Lamezia | 1 – 0 | Palermo |  |

| Arbitro: | Trinchieri (Roma) |

|                              |           |               |
| Carrera 45’ (rig.) Macrì 75’ | Marcatori | 54’ D'Isidoro |

| 3 gennaio 1988 15ª giornata | Giarre | 1 – 0 | Palermo |  |

| 10 gennaio 1988 16ª giornata | Palermo | 3 – 0 | Afragolese |  |

| 17 gennaio 1988 17ª giornata | Ercolanese | 2 – 3 | Palermo |  |

#### Girone di ritorno
| 24 gennaio 1988 18ª giornata | Palermo | 4 – 0 | Valdiano 85 |  |

| 31 gennaio 1988 19ª giornata | Pro Cisterna | 1 – 1 | Palermo |  |

| 7 febbraio 1988 20ª giornata | Palermo | 2 – 0 | Kroton |  |

| 21 febbraio 1988 21ª giornata | Turris | 1 – 1 | Palermo |  |

| 28 febbraio 1988 22ª giornata | Palermo | 3 – 0 | Benevento |  |

| 6 marzo 1988 23ª giornata | Cavese | 1 – 1 | Palermo |  |

| 13 marzo 1988 24ª giornata | Atletico Catania | 2 – 2 | Palermo |  |

| 20 marzo 1988 25ª giornata | Palermo | 2 – 0 | Trapani |  |

| 2 aprile 1988 26ª giornata | Juventus Stabia | 1 – 1 | Palermo |  |

| 10 aprile 1988 27ª giornata | Palermo | 1 – 1 | Siracusa |  |

| 17 aprile 1988 28ª giornata | Sorrento | 0 – 0 | Palermo |  |

| 24 aprile 1988 29ª giornata | Latina | 1 – 0 | Palermo |  |

| 8 maggio 1988 30ª giornata | Palermo | 1 – 1 | Vigor Lamezia |  |

| Arbitro: | Lattuada (Seregno) |

|             |           |                           |
| Morello 27’ | Marcatori | 1’, 82’ Casale 54’ D'Este |

| 22 maggio 1988 32ª giornata | Palermo | 2 – 0 | Giarre |  |

| 29 maggio 1988 33ª giornata | Afragolese | 1 – 1 | Palermo |  |

| 5 giugno 1988 34ª giornata | Palermo | 0 – 0 | Ercolanese |  |

### Coppa Italia Serie C

#### Fase a gironi
Nella fase a gironi se la gara finiva in parità dopo 90 minuti si tiravano direttamente i calci di rigore: il sistema di punteggi prevedeva infatti 3 punti per la vittoria al 90', 2 punti la vittoria ai rigori, 1 punto la sconfitta ai rigori, 0 punti la sconfitta al 90'.
| Fase a gironi - 1ª giornata | Trapani | 1 – 2 | Palermo |  |

| Fase a gironi - 2ª giornata | Palermo | 3 – 1 | Siracusa |  |

| Fase a gironi - 3ª giornata | Licata | 1 – 0 | Palermo |  |

| Fase a gironi - 4ª giornata | Palermo | 1 – 0 | Trapani |  |

| Fase a gironi - 5ª giornata                  | Siracusa             | 1 – 1 | Palermo |  |
| \| \| \| \| \| \| Tiri di rigore 4 – 5 \| \| |                      |       |         |  |
|                                              |                      |       |         |  |
|                                              | Tiri di rigore 4 – 5 |       |         |  |

| Fase a gironi - 6ª giornata | Palermo | 2 – 0 | Licata |  |

#### Fase ad eliminazione diretta
| 16 dicembre 1987 Sedicesimi di finale - Andata | Palermo | 4 – 1 | Giarre |  |

| 6 gennaio 1988 Sedicesimi di finale - Ritorno | Giarre | 1 – 3 | Palermo |  |

| 3 febbraio 1988 Ottavi di finale - Andata | Palermo | 2 – 2 | Cavese |  |

| 17 febbraio 1988 Ottavi di finale - Ritorno | Cavese | 0 – 1 | Palermo |  |

| 9 marzo 1988 Quarti di finale - Andata | Monopoli | 0 – 2 | Palermo |  |

| 23 marzo 1988 Quarti di finale - Ritorno | Palermo | 0 – 1 | Monopoli |  |

| 13 aprile 1988 Semifinali - Andata | Francavilla | 0 – 1 | Palermo |  |

| 27 aprile 1988 Semifinali - Ritorno | Palermo | 2 – 0 | Francavilla |  |

| Palermo 8 giugno 1988 Finale - Andata | Palermo | 0 – 0 | Monza |  |

| Monza 11 giugno 1988 Finale - Ritorno                              | Monza     | 2 – 1      | Palermo |  |
| \| \| \| \| \| Bolis 36’ Mancuso 50’ \| Marcatori \| 47’ Casale \| |           |            |         |  |
|                                                                    |           |            |         |  |
| Bolis 36’ Mancuso 50’                                              | Marcatori | 47’ Casale |         |  |

## Statistiche

### Statistiche di squadra
| Competizione         | Punti | In casa | In casa | In casa | In casa | In casa | In casa | In trasferta | In trasferta | In trasferta | In trasferta | In trasferta | In trasferta | Totale | Totale | Totale | Totale | Totale | Totale | DR  |
| Competizione         | Punti | G       | V       | N       | P       | Gf      | Gs      | G            | V            | N            | P            | Gf           | Gs           | G      | V      | N      | P      | Gf     | Gs     | DR  |
| -------------------- | ----- | ------- | ------- | ------- | ------- | ------- | ------- | ------------ | ------------ | ------------ | ------------ | ------------ | ------------ | ------ | ------ | ------ | ------ | ------ | ------ | --- |
| Serie C2             | 49    | 17      | 14      | 3       | 0       | 33      | 3       | 17           | 5            | 8            | 4            | 24           | 18           | 34     | 19     | 11     | 4      | 57     | 21     | +36 |
| Coppa Italia Serie C | -     | 8       | 5       | 2       | 1       | 14      | 5       | 8            | 5            | 1            | 2            | 11           | 6            | 16     | 10     | 3      | 3      | 25     | 11     | +14 |
| Totale               | -     | 25      | 19      | 5       | 1       | 47      | 8       | 25           | 10           | 9            | 6            | 35           | 24           | 50     | 29     | 14     | 7      | 82     | 32     | +50 |

### Statistiche dei giocatori
Fonte:
| Giocatore     | Serie C2 | Serie C2 | Coppa Italia Serie C | Coppa Italia Serie C | Totale   | Totale |
| Giocatore     | Presenze | Reti     | Presenze             | Reti                 | Presenze | Reti   |
| ------------- | -------- | -------- | -------------------- | -------------------- | -------- | ------ |
| M. Bigotto    | 28       | 1        | ?                    | ?                    | 28+      | 1+     |
| G. Carrera    | 17       | 3        | ?                    | ?                    | 17+      | 3+     |
| A. Carucci    | 2        | 0        | ?                    | ?                    | 2+       | 0+     |
| C. Casale     | 30       | 13       | ?                    | ?                    | 30+      | 13+    |
| A. Conticelli | 2        | -2       | ?                    | -?                   | 2+       | -2+    |
| A. Cracchiolo | 27       | 1        | ?                    | ?                    | 27+      | 1+     |
| M. D'Este     | 26       | 12       | ?                    | ?                    | 26+      | 12+    |
| P. De Sensi   | 15       | 0        | ?                    | ?                    | 15+      | 0+     |
| D. Di Carlo   | 29       | 3        | ?                    | ?                    | 29+      | 3+     |
| R.M. Macrì    | 30       | 3        | ?                    | ?                    | 30+      | 3+     |
| A. Manicone   | 31       | 3        | ?                    | ?                    | 31+      | 3+     |
| M. Marchetti  | 31       | 1        | ?                    | ?                    | 31+      | 1+     |
| D. Marsan     | 34       | 1        | ?                    | ?                    | 34+      | 1+     |
| S. Nuccio     | 29       | 9        | ?                    | ?                    | 29+      | 9+     |
| P. Pappalardo | 32       | -19      | ?                    | -?                   | 32+      | -19+   |
| S. Perfetto   | 21       | 4        | ?                    | ?                    | 21+      | 4+     |
| G. Pocetta    | 26       | 0        | ?                    | ?                    | 26+      | 0+     |
| A. Restuccia  | 6        | 0        | ?                    | ?                    | 6+       | 0+     |
| F. Sampino    | 21       | 0        | ?                    | ?                    | 21+      | 0+     |